# Parergodrilidae
Parergodrilidae – rodzina pierścienic o nieustalonej przynależności taksonomicznej.

## Taksonomia
Rodzina opisana została w 1925 roku Ericha Reisingera. Dawniej zaliczana była do wieloszczetów osiadłych z grupy Canalipalpata i rzędu Ctenodrilida. Obecnie traktowane jest jako wieloszczety incertae sedis lub siodełkowce incertae sedis.

## Opis
Drobne, czerwokształtne pierścienice o co najmniej jednym przednim segmencie bez szczecinek. Prostomium bez przydatek. Płatki parapodialne nieobecne. Szczecinki obecne w pojedynczych wiązkach, z których każda ma od jednej do kilku szczecinek. Wszystkie szczecinki proste.
Stygocapitella zamieszkują morskie piaski, a Parergodrilus gnijący materiał roślinny na lądzie.

## Systematyka
Zalicza się tu 2 rodzaje:
- Parergodrilus Reisinger, 1925
- Stygocapitella Knöllner, 1934